# Athyrium kathmanduense
Athyrium kathmanduense är en majbräkenväxtart som beskrevs av Fraser-jenk. Athyrium kathmanduense ingår i släktet Athyrium och familjen Athyriaceae. Inga underarter finns listade.